# Peter Bartrum
Pour les articles homonymes, voir Bartrum.
Peter Bartrum (1907-2008) est un généalogiste britannique, spécialiste dans la généalogie de la noblesse galloise.
Une grande partie de son travail est disponible en ligne

## Pour approfondir